# Verwaltungsgemeinschaft Saal an der Donau
Die Verwaltungsgemeinschaft Saal an der Donau liegt im niederbayerischen Landkreis Kelheim und wird von folgenden Gemeinden gebildet:
1. Saal a.d.Donau, 5678 Einwohner, 44,01 km²
2. Teugn, 1744 Einwohner, 17,07 km²

Sitz der Verwaltungsgemeinschaft ist Saal an der Donau.